# Calomicrus flavicinctus
Calomicrus flavicinctus es un coleóptero de la familia Chrysomelidae.
Fue descrita científicamente por primera vez en 1899 por Jacoby.